# توريه (صحفي)
توريه (بالإنجليزية: Touré)‏ (20 مارس 1971، بوسطن في الولايات المتحدة)؛ صحفي وروائي أمريكي. درس في جامعة إيموري.

## روابط خارجية
- توريه على موقع IMDb (الإنجليزية)
- توريه على موقع ميوزك برينز (الإنجليزية)
- توريه على موقع قاعدة بيانات الفيلم (الإنجليزية)